# Storthyngomerus potanodrilus
Storthyngomerus potanodrilus là một loài ruồi trong họ Asilidae. Storthyngomerus potanodrilus được Londt miêu tả năm 1998. Loài này phân bố ở vùng nhiệt đới châu Phi.